# دیلی بشارت
دیلی بشارت (انگلیسی: Daily Basharat) شرکت انتشارات پاکستانی است، که در سال ۱۹۵۶ تأسیس شد.